# خواكين مورينو
خواكين مورينو (بالإسبانية: Joaquín Moreno)‏ (22 مايو 1973 بمدينة مكسيكو في المكسيك - ) هو مدرب كرة قدم ولاعب كرة قدم مكسيكي في مركز الدفاع. لعب مع كروز آزول ونادي بويبلا وCruz Azul Hidalgo ‏ ونادي كيريتارو.

## وصلات خارجية
- خواكين مورينو على موقع قاعدة بيانات كرة القدم.إي يو (الإنجليزية)
- خواكين مورينو على موقع Soccerway.com (الإنجليزية)
- خواكين مورينو على موقع عالم كرة القدم.نت (الإنجليزية)